# Agnès Lemarchand
Agnès Lemarchand, née le 29 décembre 1954 à Lille, France, est une dirigeante d'entreprises. Elle a exercé des responsabilités dans l'industrie pendant plus de 30 ans.

## Éléments de biographie
Aînée d'une fratrie de neuf enfants, Agnès Lemarchand a grandi à Lille. Passionnée de musique et de danse classique, elle entre au Conservatoire à l'âge de 9 ans et y étudie pendant six ans . Elle est mariée et mère de deux enfants.[réf. souhaitée]

## Parcours professionnel
Ancienne élève de l'École nationale supérieure de chimie de Paris (ENSCP), Agnès Lemarchand est également diplômée du Massachusetts Institute of Technology (chemical engineering) et d'un MBA de l'INSEAD.   
Au MIT elle réalise  des travaux de recherche dans le laboratoire du Pr Arnold Demain et est  Teaching Assistant dans le département Mathématiques où elle enseigne les Statistiques Appliquées[réf. souhaitée].
Elle commence sa carrière dans le groupe Rhône-Poulenc comme ingénieur de développement puis comme responsable de production de la vitamine B12[réf. souhaitée]. Elle a été lauréate du prix industriel Eugène Schueller[réf. souhaitée].  
Nommée en 1986 directeur général de l'Industrie Biologique Française, elle crée  IBF Biotechnics aux États-Unis, JV entre l'Institut Mérieux et Rhône-Poulenc Santé et est nommée CEO[réf. souhaitée]. 
En 1991 elle rejoint le Groupe Ciments Français en tant que Directeur Général de Prodical, filiale minéraux calcaires industriels .    
En 1997 elle entre dans le Groupe Lafarge, exerce la fonction de directeur de la stratégie de la branche Matériaux de Spécialités, puis est nommée en 1998 Président-directeur Général de Lafarge Chaux[réf. souhaitée].   
En 2004 elle réalise la cession des actifs américains et européens de Lafarge Chaux puis monte un projet entrepreneurial et fonde Steetley Dolomite Ltd au Royaume Uni[réf. souhaitée]. Elle exerce la présidence exécutive de Steetley pendant 10 ans et cède l'entreprise en 2014 au groupe industriel Lhoist[réf. souhaitée].

## Autres fonctions et missions
Agnès Lemarchand est depuis 2007 administrateur de sociétés : 
- membre du conseil de surveillance de Mersen, ex Carbone Lorraine [3] de 2007 à 2013
- membre du conseil de surveillance d' Areva[4] de 2011 à 2015

- membre du conseil d'administration de CGG[5] de 2012 à fin 2017
- membre du conseil de surveillance de Vivescia Industries[6],[7] représentant Bpifrance de 2011 à 2016

- membre du conseil d'administration de la Compagnie de Saint-Gobain depuis 2013
- membre du conseil d'administration de bioMérieux[8] depuis 2014
- membre du conseil d'administration de Solvay depuis 2017

Elle a été membre du Conseil Economique, Social et Environnemental (section des activités économiques) de 2012 à 2014.      
Elle est nommée en mars 2014 membre du comité de pilotage des 34 plans de la Nouvelle France industrielle placé sous l’autorité du Premier Ministre.  
Agnès Lemarchand participe  à des cercles de réflexion sur des thèmes relatifs à la gouvernance: elle est membre du cercle de réflexion KPMG et du comité RSE de l'IFA (Institut Français des Administrateurs)[réf. souhaitée]. 
Elle est membre du Board Women Partners Program dont l'objectif est de promouvoir la mixité dans les conseils d'administration.
Elle est active dans plusieurs programmes sociétaux parmi lesquels l'association humanitaire "Pour un Sourire d'Enfant" (Cambodge) et le dispositif "Un Parrain pour l’Emploi des Jeunes" créé par la ville de Meudon.